# 露朝密約事件
露朝密約事件（ろちょうみつやくじけん）とは、19世紀末の朝鮮政府が清や日本、イギリスを牽制するため、秘密裏に帝政ロシアと交渉を行い、軍事的援助と保護を求めたとされる一連の事件。1885年（第一次）、1886年（第二次）の二つがある。

## 第一次露朝密約事件
最初の露朝密約事件は、朝鮮政府の外務協辦を務めていたパウル・ゲオルク・フォン・メレンドルフの主導によった。1885年、メレンドルフは朝鮮の不凍港の租借を対価として、朝鮮の保護や軍事教官団を招聘することを試みた。ロシアも教官団の招聘には応じることを検討し、駐日公使館書記官のシュペイエルを漢城に派遣したが、朝鮮政府内の異論や清国当局の反対により、密約は成立しなかった。そして、メレンドルフのこのような動きは、旧来の東アジアの伝統的国際秩序が近代的な条約に基づく関係に移行する中で、あくまでも朝鮮を影響下に留め置こうとする清、とりわけ李鴻章の目論見に反していたために背信と捉えられ、メレンドルフは失脚することとなった。
また、メレンドルフからの要請とは別に朝鮮国王の密使がロシア国境当局に派遣されたが、これに対してロシアは朝鮮の保護に対して何ら言質を与えない回答をするに留まった。

## 第二次露朝密約事件
二度目の露朝密約事件とは、翌1886年8月に、朝鮮政府が在漢城ロシア代理公使ウェーバーに宛てて、朝鮮が第三国との紛争に陥った際に、ロシアに軍事的保護（軍艦の派遣）を求める旨の密函（秘密書簡）を送った事が露見し、国際問題に発展した事件を指す。当時、朝鮮政府の内部には、ロシアを引き込むことで清の圧迫に対抗しようとする「引俄反清」「斥華自主」の機運があった。しかし、清からの報復を怖れた閔泳翊が、袁世凱に密告することで清当局の与り知るところとなり、清国軍の派遣と高宗の廃位が取り沙汰されることとなった。
結局、ロシア外務省は密函の受領は認めたものの、高宗の要請には応じない旨を清に約することで、国際問題としての密約事件は終息した。